# Lumaca romana
La lumaca romana viene menzionata nel De re Rustica di Marco Terenzio Varrone che descrive gli allevamenti di lumache, presenti nella zona di Tarquinia, di Fulvio Lippino allevatore (49 a.C.) che prevedevano l'ingrasso delle lumache con farine di cereali ed erbe aromatiche. L'allevamento di lumache, per distinguersi da quello di altri animali che veniva chiamato vivarium ossia vivario, prese il nome specifico di "cocleari" inteso come allevamento o vivaio casalingo per disporre di lumache sempre fresche. La lumaca romana era considerata come il risultato di questa tipologia di allevamento.